# Салими, Бехдад
Бехдад Салими (перс. بهداد سلیمی كردآسیابی‎; род. 8 декабря 1989 года) — иранский тяжелоатлет, олимпийский чемпион 2012 года, чемпион мира 2010 и 2011 года в категории свыше 105 кг. Установил мировой рекорд в рывке — 216 кг (2016) в своей весовой категории.

## Карьера
На своем первом чемпионате мира в 2010 году Салими сразу же выиграл золотую медаль в категории свыше 105 кг. В этом же году иранец победил на Азиатских играх, где показал результат 205 кг в рывке и 235 кг в толчке.
На чемпионате мира 2011 года в Париже защитил своё звание чемпиона мира по тяжелой атлетике в весе свыше 105 кг и установил новый мировой рекорд в рывке — 214 кг.
В 2012 году на Олимпийских играх в Лондоне иранский спортсмен стал чемпионом с результатом 455 кг (208 кг в рывке, 247 кг в толчке).
После Олимпиады-2012 в сборной Ирана по тяжелой атлетике разгорелся скандал. Бехдад Салими и другие члены команды протестовали против главного тренера сборной Куроша Багери, который использовал ненормативную лексику во время тренировок. После споров в прямом эфире Салими и Багери, Федерация тяжёлой атлетики Ирана запретила участвовать спортсмену в чемпионате мира и чемпионате Азии 2013 года. Позже Багери попал в больницу с нервным срывом и Салими навестил его и помирился. При выходе из больницы Салими получил удар по голове от сторонника Багери. Примирившись с главным тренером Салими начал тренироваться, занял первое место на Азиатских играх 2014 года (210+255), позже принял участие в чемпионате мира 2014 года в Алма-Ате, где занял второе место (206+251). В 2016 году на Олимпийских играх в Рио-де-Жанейро, установил мировой рекорд в рывке 216 кг, тем самым побил рекорд грузина Лаши Талахадзе, но получил нулевую оценку в упражнении толчок. В 2017 году занял третье место на чемпионате мира  в Анахайме (США) (211+242). В 2018 году занял первое место на летних Азиатских играх (208+253) и объявил о завершении карьеры.

## Лучшие результаты
Рывок - 220 кг.
Толчок - 260 кг.
Взятие на грудь - 265 кг.